# Sint-Corneliuskerk (Snaaskerke)

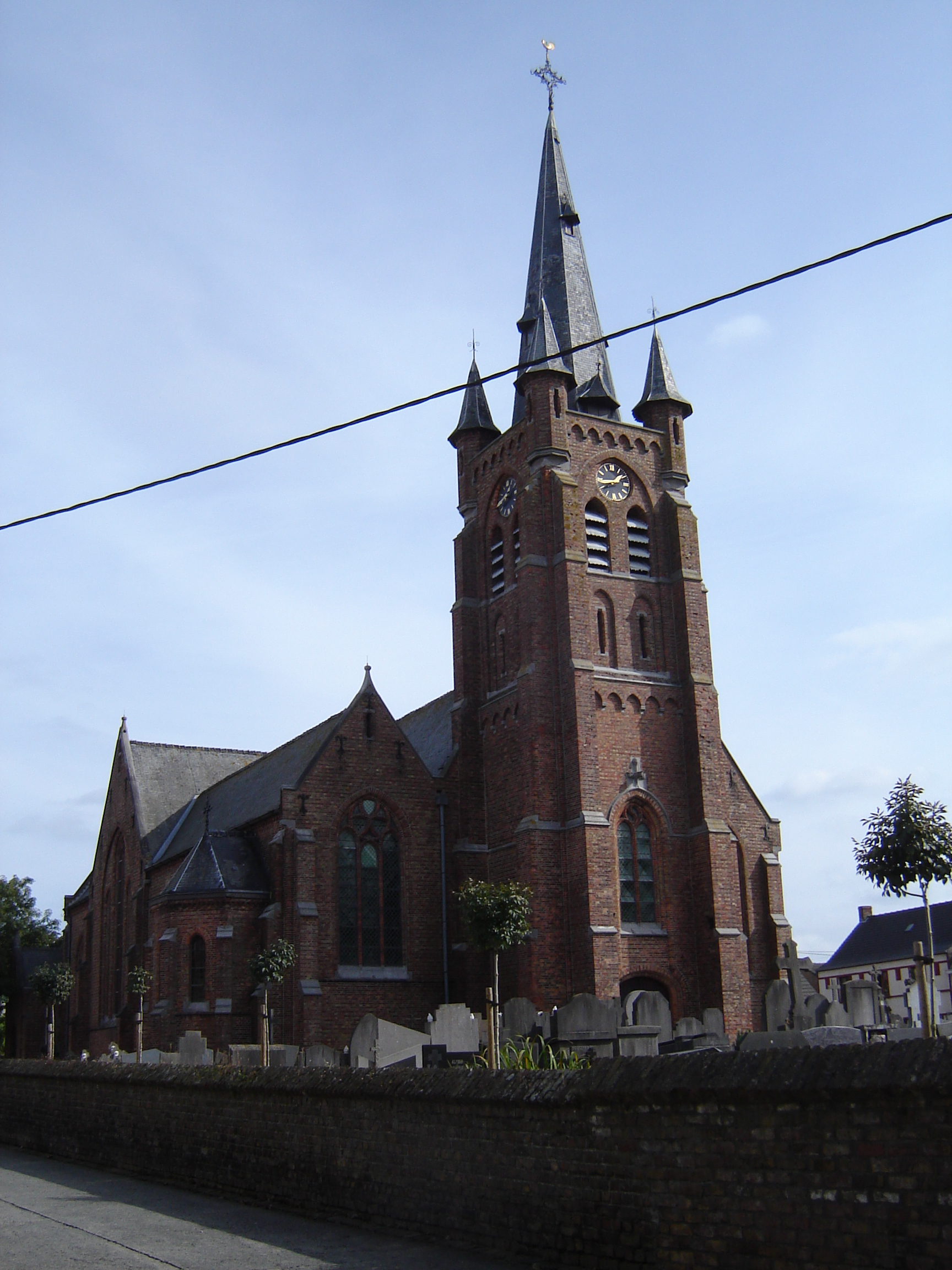
Sint-Corneliuskerk

De Sint-Corneliuskerk is de parochiekerk van de tot de West-Vlaamse gemeente Gistel behorende plaats Snaaskerke, gelegen aan de Dorpsstraat.

## Geschiedenis
Het eerste kerkgebouw ontstond in de 13e eeuw en werd gesticht door de monniken van de Abdij van Sint-Bertinus uit Sint-Omaars en Poperinge. Einde 16e eeuw viel de kerk ten prooi aan plunderingen door de geuzen. Later volgde herstel. Er bleef een kleine driebeukige hallenkerk, met de toren deels in romaanse stijl, een classicistisch portaal en gotische zijbeuken. Deze kerk werd in 1911 vervangen door een neogotische kerk, ontworpen door Thierry Nolf.

## Gebouw
Het is een driebeukige bakstenen hallenkerk met halfingebouwde westtoren en een vlak afgesloten pseudotransept. De toren heeft vier hoektorens op de trans en wordt bekroond door een achtkante naaldspits. De kerk wordt omgeven door een ommuurd kerkhof.
De kerk bezit een 17e-eeuwse communiebank en de preekstoel en biechtstoelen zijn van de 2e helft van de 18e eeuw. Het rechter zijaltaar is gewijd aan Sint-Cornelius en bevat een reliek in een schrijn uit het einde van de 19e eeuw. De glas-in-loodramen zijn van 1913.